# Hiroaki Morishima
Hiroaki Morishima (n. 30 aprilie 1972) este un fost fotbalist japonez.

## Statistici
| Japonia | Japonia | Japonia |
| An      | Meciuri | Goluri  |
| ------- | ------- | ------- |
| 1995    | 9       | 0       |
| 1996    | 11      | 2       |
| 1997    | 14      | 5       |
| 1998    | 3       | 0       |
| 1999    | 0       | 0       |
| 2000    | 10      | 3       |
| 2001    | 9       | 1       |
| 2002    | 8       | 1       |
| Total   | 64      | 12      |